# Whitewater (Wisconsin)
Whitewater és una població dels Estats Units a l'estat de Wisconsin. Segons el cens del 2000 tenia 13.437 habitants.

## Demografia
Segons el cens del 2000, Whitewater tenia 13.437 habitants, 4.132 habitatges, i 1.685 famílies. La densitat de població era de 742,2 habitants per km².
Dels 4.132 habitatges en un 19,3% hi vivien nens de menys de 18 anys, en un 30,5% hi vivien parelles casades, en un 7,1% dones solteres, i en un 59,2% no eren unitats familiars. En el 32,7% dels habitatges hi vivien persones soles el 10,7% de les quals corresponia a persones de 65 anys o més que vivien soles. El nombre mitjà de persones vivint en cada habitatge era de 2,38 i el nombre mitjà de persones que vivien en cada família era de 3.
Per edats la població es repartia de la següent manera: un 12,5% tenia menys de 18 anys, un 53,2% entre 18 i 24, un 15,7% entre 25 i 44, un 9,8% de 45 a 60 i un 8,9% 65 anys o més.
L'edat mediana era de 22 anys. Per cada 100 dones de 18 o més anys hi havia 94,1 homes.
La renda mediana per habitatge era de 31.600 $ i la renda mediana per família de 48.185 $. Els homes tenien una renda mediana de 33.078 $ mentre que les dones 22.431 $. La renda per capita de la població era de 13.965 $. Aproximadament el 10,6% de les famílies i el 27,4% de la població estaven per davall del llindar de pobresa.

## Poblacions més properes
El següent diagrama mostra les poblacions més properes.